# Yahad (ancien parti politique)
Le Yahad (hébreu : יחד, litt. Ensemble) était un parti politique centriste israélien. Il n'est pas lié au parti Meretz-Yachad.

## Histoire
Le parti fut créé par Ezer Weizman avant les élections législatives de 1984. Ezer Weizman avait été auparavant représentant à la Knesset du Likoud lors de la 9e session de la Knesset (élections de 1977), mais avait été exclu du parti après avoir pris des positions pacifistes sur les controverses sur le processus de paix et les colonies de Cisjordanie et pour avoir envisagé de former un nouveau parti avec Moshe Dayan.
Le parti parvint à obtenir trois sièges lors du scrutin, occupés par Ezer Weizman, Binyamin Ben-Eliezer et Shlomo Amar. Le parti fut invité à participer au gouvernement de coalition d'Yitzhak Shamir, et Ezer Weizman devint ministre sans portefeuille.
Peu après l'ouverture de la session parlementaire, le Yahad fusionna dans l'Alignement, qui devint par la suite le Parti travailliste. Ezer Weizman devint par la suite ministre des Sciences et de la Technologie lors de la 12e session de la Knesset, puis Président de l'État d'Israël de 1993 à 2000. Binyamin Ben-Eliezer fut ministre du Logement et de la Construction, ministre des Communications, ministre de la Défense et ministre de l'Infrastructure nationale, alors que Shlomo Amar faillit à conserver son siège lors des élections législatives de 1988.